# Birce Atabey
Birce Atabey (26 de gener de 1993) és una patinadora artística sobre gel turca. Va participar en el Campionat Europeu del 2012, 2015 i 2016.